# Марк Октавій
М́арк Окт́авій (лат. Marcus Octavius; жив у ІІ ст. до н. е.) — давньоримський політичний діяч, народний трибун (133 рік до н. е.), опонент Тиберія Гракха. Він був сином Гнея Октавія — консула в 165 р. до н. е.

## Рід Октавіїв
Октавії (лат. Octavii) — давньоримський плебейский рід, який переселився за Тарквінія Пріска з міста вольсків, а при Сервії Туллії увійшов у середовище патриціїв.

Рід Октавіїв був введений в сенат Тарквінієм Древнім серед останніх, що приєдналися до сенату. На честь Октавіїв названо провулок в найбільш населеній частині Велітр; і раніше там знаходився вівтар, присвячений одному з Октавіїв, який
будучи воєначальником в одній прикордонній війні, приносив одного разу жертви Марсу, як раптом прийшла звістка про набіг ворогів: вихопивши з вогню нутрощі жертви, він розсік їх напівсирими, пішов у бій і повернувся з перемогою. Існувало навіть громадська постанова, щоб і надалі жертовні нутрощі приносилися Марсу таким же чином, а залишки жертви віддавалися Октавіям.
Ім'я роду походить від praenomen Octavus, подібно Quintus, Sextus, Septimus, Decimus та ін.

### Більш відомі члени цього роду
Гней або Гай Октавій Руф, квестор 230 року до н. е. Перший представник плебейського роду Октавіїв.
Гней Октавій — в 205 р. до н. е. був претором у провінції Сардинія. Віднявши у карфагенян 80 вантажних суден, він у наступному 204 р. отримав під свою команду 40 військових кораблів для оборони берегів Сардинії і постачав римське військо, що знаходилося в Африці, хлібом.
Гней Октавій, син попереднього — в 180 р. до н. е. був посланий в Грецію, щоб відхилити греків від союзу з Персеєм. В 168 р. до н. е. він як начальник флоту діяв у Македонського узбережжя і на острові Самофраці примусив Персея до здачі. У 162 р. до н. е. він був відправлений послом в Сирію, але сирійців обурили його утиски і підступна політика, і він був убитий.
Марк Октавій, народний трибун 133 р. до н. е. — стояв на стороні оптиматів і виступив проти аграрного закону свого колеги, Тіберія Гракха. В тому, що сталося потім бурхливому зіткненні між трибунами народ ледь не розтерзав Октавія, який був врятований своїми однодумцями.
Гай Октавій, батько Августа — у 63 р. до н. е. брав участь в боротьбі з Катиліною. У 60 р. до н. е., як пропретор, був намісником Македонії, і там знищив залишки загонів Катиліни і Спартака; відрізнявся строгістю моралі та чесністю. За перемогу над фракійцями був проголошений імператором. Помер у 59 р. до н. е.

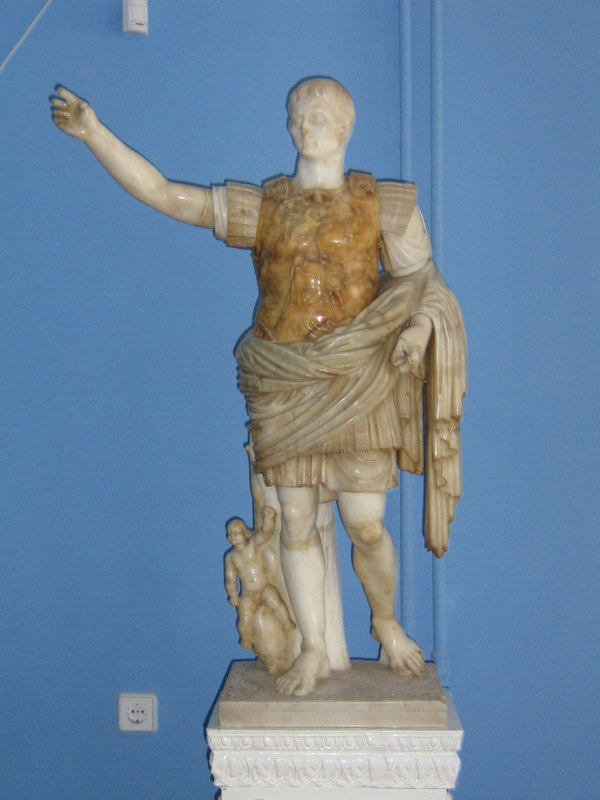
Октавіан Август

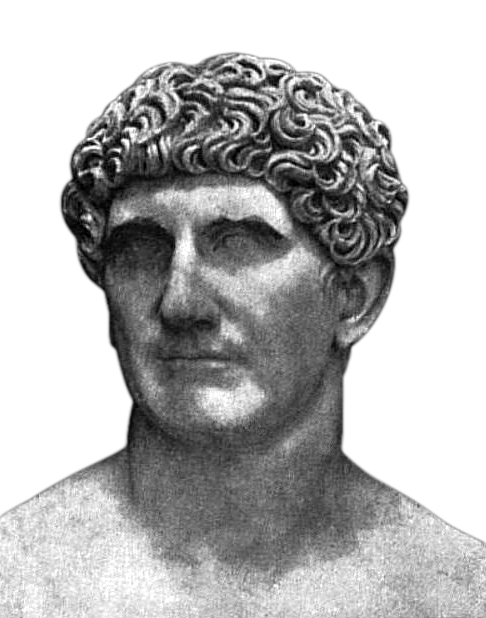
Марк Антоній -- чоловік Октавії Молодшої

Одна з дочок його, Октавія Молодша, могла бути названа ідеалом римлянки. Вона була заміжня спочатку за Гаєм Марцеллом, від якого мала сина, Марка Марцелла, усиновленого Октавієм. В 40 р. до н. е. вона стала дружиною Марка Антонія. В 34 р. до н. е., завдяки її посередництву, була припинена сварка між Антонієм і Октавіаном. Пізніше вона була покинута Антонієм заради Клеопатри, але, незважаючи на вмовляння Октавіана, залишилася вірна сімейного вогнища і, як чесна дружина, виховувала своїх дітей. Октавіан назвав її ім'ям побудований їм портик з бібліотекою і двома храмами. В 32 р. до н. е., через листи Антонія, Октавія залишила його будинок, повівши з собою всіх своїх дітей. Коли Октавіан замислив віддати свою дочку Юлію за Агриппу, одруженого з дочкою Октавії, остання енергійно чинила опір цьому плану. Вона померла в 11 р. до н. е. 

## Політична діяльність
Походив з роду вершників Октавіїв. Молодший син Гней Октавія, консула 165 року до н. е. У 162 році до н. е. втратив батька, якого було вбито в Сирії. За заповітом отримав значні статки.

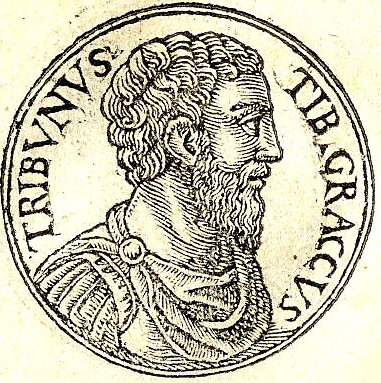
Тиберій Гракх

Здобув гарну освіту, був другом Тиберія Семпронія Гракха. Водночас підтримував гарні стосунки з оптиматами. У 133 році до н. е. обирається народним трибуном.
У зв'язку з реформою Тиберія Гракха, фактично була оголошена війна великим землевласникам, які, як і триста років тому, були головним чином представлені в сенаті. Марк Октавій, який був товаришем Гракха по трибунату, опротестував закон перед голосуванням; таким чином за законом пропозицію було знято з обговорення. Як свідчить Аппіан, саме великі землевласники переконали Марка Октавія виступати проти закону Тиберія Гракха.
Аграрний закон був проведений серед загального тріумфування і були обрані перші члени колегії за розділом державних земель. Обрані були ініціатор закону, його двадцятирічний брат Гай і його тесть Аппій Клавдій. Такий підбір осіб з однієї родини посилив озлоблення аристократії. Коли нові посадові особи звернулися, як прийнято, до сенату за коштами на організаційні витрати і добовими, у відпустці перше їм було відмовлено, а добові призначені в розмірі 24 асів. Війна розгоралася, ставала дедалі запеклішою і все більше брала особистий характер. Важка і складна справа розмежування, відібрання і розподілу державних земель вносив розбрат у кожну громаду громадян і навіть в союзні італійські міста.
Тоді Гракх у свою чергу призупинив функціонування державних органів та правосуддя. Розгублений Гракх вдруге вніс свою пропозицію.  Обурений вчинком Октавія, Тіберій взяв назад свій перший, більш лагідний законопроєкт і вніс новий, більш прийнятний для народу і більш суворий до порушників права, яким на цей раз ставилося в обов'язок звільнити всі землі, які коли-небудь були придбані в обхід раніше виданих законів. Октавій, зрозуміло, знову його опротестував. На благання свого товариша і колишнього друга не перешкоджати порятунку Італії він відповів, що їх думки розходяться саме з питання про те, якими заходами можна врятувати Італію; він послався також на те, що його непорушне право, як трибуна, накладати своє veto на пропозиції іншого трибуна не підлягає сумніву.
Коли настав призначений день і Тиберій був готовий закликати народ до голосування, виявилося, що урни викрадено багатіями. Піднявся страшний безлад. Прихильники Тиберія були досить численними, щоб застосувати насильство, і вже збиралися разом, але Манлій і Фульвій, обидва колишні консули, кинулися до Тиберія і, торкаючись його рук, зі сльозами на очах молили зупинитися. Тиберій, і сам бачачи насувається лихо і живлячи повагу до обом цим мужам, запитав їх, як вони радять йому вчинити, але вони відповідали, що не можуть покластися на себе самих у такій справі і вмовили Тиберія надати все на розсуд сенату. Коли ж і сенат, зібравшись, нічого не вирішив з вини багатіїв, які мали в ньому велику силу, Тіберій звернувся до засобу і незаконного, і недостойному — не знаходячи жодної іншої можливості провести голосування, він позбавив Октавія влади. Але перш, на очах у всіх, він говорив з Октавієм в самому ласкавому і дружньому тоні і, торкаючись його рук, благав поступитися народу, який не вимагає нічого, крім справедливості, і за великі труди й небезпеки отримає лише скромну винагороду. Але Октавій знову відповідав відмовою, і Тиберій заявив, що якщо обидва вони залишаться в посади, наділені однаковою владою, але розходяться в думках з найважливіших питань, рік не закінчиться без війни, а, стало бути, одного з них народ повинен позбавити повноважень — іншого шляху до зцілення недуги він не бачить. Він запропонував Октавію, щоб спершу голоси були подані про нього, Тиберії, запевняючи, що спуститься з піднесення приватною особою, якщо так буде завгодно співгромадянам. Коли ж Октавій і тут не побажав дати своєї згоди, Тиберій, нарешті, оголосив, що сам влаштує голосування про долю Октавія, якщо він не відмовиться від попередніх намірів.

## Суть пропонованих Тиберієм Гракхом реформ
Боротьбу за проведення реформи очолив учасник кружка Сципіона і його родич — Тіберій Гракх. Він належав до знатного плебейського роду Семпроніїв. Предки Тіберія не раз займали провідні магістрати. З боку матері він був внуком Сципіона Африканського, переможця Ганнібала при Замі. Рано вступивши на шлях військової і політичної діяльності, Тіберій висунувся під час облоги і штурму Карфагена, а потім в Нумантинській війні. Розповідали, що на Тіберія, коли він відправлявся на війну, справив незабутнє враження вид Етрурії, де замість вільних римських землеробів він побачив тільки рабів, що працювали на полях або пасли худобу на пасовищах своїх власників. Сильний вплив на нього мали його близькі друзі — ритор Дісфан з Мітилени і стоїк Блоссій з Кум. Вони познайомили його з ідеями відродження поліса вільних, рівних громадян, що володіють невідчужуваними земельними наділами, що колись надихали народних вождів і реформаторів Греції еллінізму.
Тіберій був вибраний народним трибуном на 133 р. до н. е. Вступивши на цю посаду, він, посилаючись на стародавній закон Ліцинія і Секстіна, висунув свій проєкт встановлення обмежувальної норми для орендарів державної землі, вилучення у них надлишків землі і перерозподілу цих надлишків між малоземельними і безземельними римськими громадянами. Згідно з цим законопроєктом, голова сім'ї міг володіти не більше ніж 500 югерами державної землі, на кожного дорослого сина додавалося ще по 250 югерів, але в цілому не більше тисячі югерів на одну сім'ю. Вилучена понад цю норму у крупних власників земля повинна була ділитися на ділянки по 30 югерів і віддаватися бідним громадянам у вічне і невідчужуване орендне користування. Для проведення цієї реформи Тіберій запропонував створити особливу комісію з трьох осіб, уповноважених вирішувати всі питання, пов'язані з вилученням і розподілом землі.
Висунувши свій законопроєкт, Тіберій спробував, як повідомляє Аппіан, звернутися до сенату.
 Проте велика частина сенаторів, що окупували крупні площі державних земель, виступала палкими супротивниками Тіберія.
Зате плебс гаряче підтримав Тіберія. Законопроєкт Тіберія став прапором, навколо якого об'єдналися дрібні землевласники для боротьби проти крупних власників-рабовласників. Зі всіх кінців Італії стікалися до Риму селяни, щоб взяти участь в голосуванні. Тіберій, що подумував спочатку лише про збереження воєнної могутності Риму, логікою подій перетворився на вождя широкого народного руху. У гарячих словах представив він народним зборам долю селян:
Плебс штовхнув помірного і обережного Тіберія на шлях рішучих дій. Сенат як представництво нобілів рішився не допустити до реформи і приєднав собі другого трибуна — Марка Октавія, щоб той виступив проти Гракха. Октавій, що сам мав у державі публічну землю, заявив своє «veto» проти реформ. 

## Закінчення трибунату Марка Октавія
Тоді сенат зробив спробу відкрити Гракху зручний шлях для відступу: два консуляра запропонували йому обговорити все діло в сенаті. Трибун охоче погодився. Він намагався витлумачити цю пропозицію в тому сенсі, що сенат в принципі схвалює розділ державних земель. Однак насправді сенс пропозиції був не такий, і сенат не був схильний до поступок. Переговори залишилися безрезультатними. Легальні способи були вичерпані. У минулі часи в подібних обставинах ініціатори пропозиції відклали б його на рік, а потім стали б щорічно вносити його на голосування до тих пір, поки опір супротивників не було б зламано під тиском громадської думки і енергії пропонованих вимог. Але тепер темпи суспільного життя стали швидше. Гракху здавалося, що на даній стадії йому залишається або взагалі відмовитися від реформи, або почати революцію. Він вибрав останнє. Він виступив у народних зборах з заявою, що або він, або Октавій повинні відмовитися від трибуната, і запропонував своєму товаришеві поставити на народне голосування питання про те, кого з них громадяни бажають звільнити від займаної посади. Октавій, зрозуміло, відмовився від такого дивного поєдинку; адже право інтерцесії надано трибунам саме для того, щоб були можливі подібні розбіжності думок. Тоді Гракх перервав переговори з Октавієм і звернувся до зібралася натовпі з питанням: чи не втрачає свою посаду той народний трибун, який діє на шкоду народу? На це питання Тиберій отримав майже одностайну ствердну відповідь; народні збори вже давно звикли відповідати «так» на всі пропозиції, а цього разу він складався в більшості із сільських 69 пролетарів, які прибули з села і особисто зацікавлених у проведенні закону. За наказом Гракха ліктори видалили Марка Октавія з лави трибунів. Отже, того дня він розпустив Збори. Пізніше, помічаючи, що з усіх його дій вчинок з Октавієм особливо сильно турбує не тільки могутніх громадян, але і народ, — велика і висока гідність народних трибунів, до тієї пори непорушно підтримуваними, здавалося знищеним, — він виголосив на Зборах довгу промову, привівши в ній докази, які цілком доречно — хоча б коротенько викласти тут, щоб дати деяке уявлення про переконливості слова і глибині думки цієї людини.

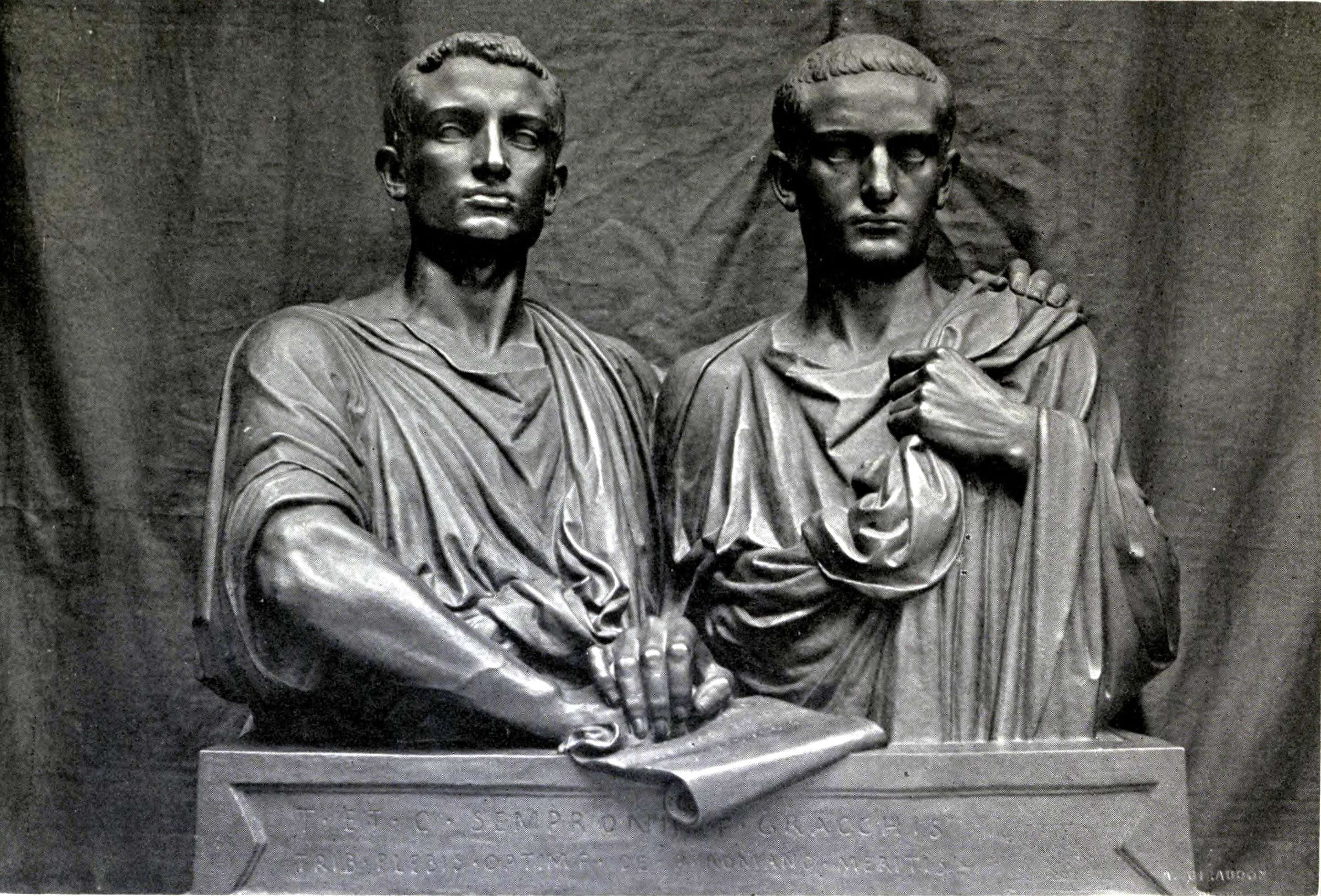
Брати Гракхи (Тиберій та Гай)

Гай Гракх, який став пізніше народним трибуном, запропонував (можливо, маючи наувазі саме Октавія) не дозволяти нікому займати будь-яку магістратуру, якщо особа вже коли-небудь була позбавлена магістратури. Небавом, однак, Гай скасував свою пропозицію у зв'язку з проханням своєї матері, Корнелії. «Гай вніс два законопроєкти: по-перше, якщо народ вирішує відсторонити посадову особа від влади, йому і надалі жодна посада дана бути не може, а по-друге, народу надається право судити посадову особу, яка вигнала громадянина без суду. Один з них, без всякого сумніву, покривав ганьбою Марка Октавія, якого Тиберій позбавив посади трибуна, другий був спрямований проти Попилия, який був претором в рік загибелі Тіберія і відправив у вигнання його друзів».
Тиберій Гракх, засвідчує Плутарх, помітив, що з усіх його дій розправа над Октавієм не тільки дуже вразила можновладців, а й народ сприйняв її болісно.
Наступником Марка Октавія став Квінт Муммій. Подальша доля невідома.

## Оцінки діяльності Марка Октавія сучасниками
Цицерон називає Октавія серед другорядних ораторів свого часу, відзначаючи його витончений спосіб життя і витонченість мови:
Таков же был и тот, кто терпением отомстил за оскорбление Тиберию Гракху, — Марк Октавий, гражданин, на редкость преданный общественному благу. Что же касается Марка Эмилия Лепида, по прозвищу Порцина, младшего современника Гальбы, то он считался величайшим оратором и, действительно, как это видно из его речей, умел хорошо писать.  У него едва ли не впервые в латинском красноречии появилась и знаменитая греческая плавность и периодичность фраз и даже, я бы сказал, искусное перо. Его постоянными и усердными слушателями были два молодых человека почти одного возраста: Гай Карбон и Тиберий Гракх, но о них мне еще будет время поговорить после того как я скажу несколько слов о тех, кто постарше. 
На думку Плутарха, ветування Марком Октавієм запропонованого законопроєкту відбулося через те, що закон був спрямований і проти самого народного трибуна: 
А це тому, що природна благородна вдача і старанне виховання підтримують у людині добропристойність не лише на вакхічних святах, а й у найполум'яніших і найчестолюбніших суперечках. Тіберій швидко зметикував, що його законопроєкт зачіпає й Октавія, який володів значними ділянками громадської землі. Він по-дружньому просив його відмовитись від боротьби, обіцяючи відшкодувати йому втрати за рахунок власного маєтку, до речі, не великого. Але Октавій і на це не пішов.
Аппіан про подальшу долю Марка Октавія:
И Октавий, тотчас же после того как голосование оказалось против него, стал частным человеком и незаметно скрылся31. Вместо него трибуном был избран Квинт Муммий.